# St. Hilaire
St. Hilaire – miasto w Stanach Zjednoczonych, w stanie Minnesota, w hrabstwie Pennington.